# Gabelići
Gabelići su naseljeno mjesto u općini Foči-Ustikolini, Federacija BiH, BiH. Nalaze se istočno od Drine, između Radojevića, Zebine Šume, Zubovića, Žigova, Gostičaja i Sorlaka. Popisano je kao samostalno naselje Galebići na popisu 1961., a na kasnijim popisima ne pojavljuje se. Pod imenom Gabelići 1962. pripojeni su naselju Sorlacima (Sl.list NRBiH, br.47/62).
Kraj Gabelića je Gabelski potok na kojem se nalazi povijesna znamenitost stari kameni most, zvan Rimski most. Most je smješten na ušću Gabelskog potoka u rijeku Drinu, na desnoj obali rijeke Drine, u mjestu Kožetini, 43.583032°N 18.848756°E. Komisija za očuvanje nacionalnih spomenika BiH ovaj je most na Kožetini u Ustikolini 2005. godine proglasila nacionalnim spomenikom.

## Stanovništvo
| Narod     | Popis 1961. |
| --------- | ----------- |
| Hrvati    |             |
| Muslimani | 65          |
| Srbi      |             |
| ostali    | 2           |
| Ukupno    | 67          |